# Eurytides
Eurytides — род дневных бабочек, семейства Парусники.
Крылья в форме двух треугольников имеют общий рисунок, состоящий из белых широких полос на чёрном фоне. Задние крылья имеют волнистую окантовку, обрамлённую белой полосой, вытянутые хвостики и четыре красные точки.

## Ареал
Северная Америка, Центральная Америка, Южная Америка.

## Виды
- Eurytides bellerophon (Dahlman, 1823).
- Eurytides callias (Rothschild & Jordan, 1906).
- Eurytides celadon (Lucas, 1852).
- Eurytides columbus (Kollar, 1850).
- Eurytides dolicaon (Cramer, 1776).
- Eurytides epidaus (Doubleday, 1846).
- Eurytides iphitas (Hübner, 1821).
- Eurytides marcellinus (Doubleday, 1846).
- Eurytides marcellus (Cramer, 1777).
- Eurytides orabilis (Butler, 1872).
- Eurytides philolaus (Boisduval, 1836).
- Eurytides salvini (Bates, 1864).
- Eurytides serville (Godart, 1824).